# 马克斯·博卡斯
马克斯·博卡斯（英語：Max Baucus，1941年12月11日—），美國民主党籍政治人物，曾擔任美國參議員長達35年，第11任美國駐華大使。

## 生平
1974年至1978年担任联邦众议员；1978年开始任联邦参议员，是迄今蒙大拿州任职时间最长的联邦参议员，2007年1月起兼任参议院财政委员会主席，2014年起出任美國駐華大使。
1993年至2010年他曾八次访华，并支持中国加入世界贸易组织和给予中国贸易最惠国待遇。
博卡斯被认为是民主党温和派，由于蒙大拿州是传统的农牧业州，所以波卡斯在贸易政策上倾向于保护美国农业。
博卡斯也決定退休，不再參加2014年參議院選舉，因此駐华大使預計是他的最後一份工作。

## 驻华大使
2014年2月6日獲得參議院批准總統奧巴馬提名，接替駱家輝出任駐华大使。2月21日正式宣誓就职。
博卡斯在出席参议院提名听证会时表示，其大使任内第一大目标是“发展对华经济关系、造福美国企业和工人”，随着中国崛起“与中国合作，鼓励中国以负责任的方式解决国际争端，尊重人权，保护环境”为其另一大目标，他将“努力构建更加强健均衡的美中经济关系，推动两国实现共同利益，也令世界更加安全繁荣。”
博卡斯为1979年中美建交以来上任时年龄最大（72岁）的驻华大使（该纪录2025年5月15日被到任时75岁的庞德伟打破），也是13年来首名不会说中文的驻华大使，以及第二名國會議員出身的驻华大使。

## 个人生活
他的第一任妻子为Ann Geracimos，并育有一个儿子Zeno。第二任妻子为Wanda Minge，两人在结婚25年后离婚。2008年起他与Melodee Hanes相恋，2011年结婚。
博卡斯爱好运动，擅长跑步。